# Олигонуклеотид
Олигонуклеотид (от греч. ολιγος — малый, немногий, незначительный и от лат. nucleus — ядро, англ. oligonucleotide) — короткий фрагмент ДНК или РНК, получаемый либо путём химического синтеза, либо расщеплением более длинных полинуклеотидов. Используются в качестве зондов или праймеров.
Олигонуклеотид длины L — это короткая нуклеотидная последовательность длины L с определенным нуклеотидным составом. Например, последовательность «ATTAGGACA» содержит следующие олигонуклеотиды длины 5 — «ATTAG», «TTAGG», «TAGGA», «AGGAC», «GGACA».

## Синтез олигонуклеотидов
Химический синтез олигонуклеотидов наиболее эффективен в твёрдофазном варианте, основанном на фосфорамидитных строительных блоках. Синтез олигонуклеотидов в значительной степени автоматизирован. Другие методы, такие как фосфодиэфирный метод, фосфотриэфирный метод или H-фосфонатный метод, представляют в основном исторический интерес и применяются крайне редко.
Химический синтез олигонуклеотидов реализуется на твёрдом носителе пошаговым добавлением соответствующим образом активированных и защищённых нуклеозидных строительных блоков, до тех пор пока не будет получена заданная последовательность. Далее все защитные группы, необходимые в процессе элонгации цепи, удаляются одновременно с отсоединением олигонуклеотида от твёрдой подложки. Длина и чистота продукта определяется качеством связывания и удаления защитных групп.